# Lasse Nilsson
Lars Thomas Nilsson, detto Lasse (Borlänge, 3 gennaio 1982), è un ex calciatore svedese, di ruolo attaccante.

## Carriera

### Club
È cresciuto a Borlänge insieme ai genitori e ai due fratelli. Proprio a Borlänge ha debuttato in Superettan con la locale squadra del Brage. Dopo aver segnato 13 gol in campionato a 19 anni nell'arco della sua seconda stagione da senior, è stato corteggiato da alcuni club della massima serie svedese o stranieri.
Tra le varie squadre interessate a lui, Nilsson ha scelto di unirsi all'Elfsborg. Ha chiuso la sua prima stagione in giallonero con 5 segnature in 24 presenze. Nel campionato 2003 le reti segnate sono state 4, ma il 1º novembre 2003 ha deciso la finale di Coppa di Svezia di quell'anno con la doppietta personale nel 2-0 sull'Assyriska. Nel corso dell'Allsvenskan 2004, conclusa con 7 gol, ha attirato l'attenzione di alcuni club stranieri.
Il 30 gennaio 2004 Nilsson ha debuttato con gli olandesi dell'Heerenveen, subentrando ad Arnold Bruggink nell'1-1 sul campo del NAC Breda. Due giornate più tardi ha segnato il primo gol in Eredivisie, in occasione della vittoria esterna per 3-2 contro il Roda. Il quinto posto in classifica ha permesso all'Heerenveen di disputare la Coppa UEFA 2005-2006. Nilsson ha esordito in questa competizione in casa contro il Baník Ostrava, partita in cui è riuscito anche a segnare un gol (5-0 il finale). Il 5 febbraio 2006 in campionato ha segnato una tripletta per il definitivo 3-0 all'ADO Den Haag. La sua stagione olandese più prolifica tuttavia è stata quella 2006-2007, con 9 marcature in Eredivisie.
Nell'agosto 2007 ha firmato un contratto quadriennale con i francesi del Saint-Étienne, che lo hanno acquistato per circa 3 milioni di euro. Nonostante ciò, la permanenza in Francia si rivelerà difficile a causa del poco spazio concessogli dal tecnico Laurent Roussey. Già durante la pausa invernale è stato ceduto in prestito in Danimarca, all'Aalborg. Nella seconda parte dell'anno solare 2008 è tornato in Svezia in prestito alla sua vecchia squadra, l'Elfsborg, in lotta per il titolo nazionale fino all'ultima giornata.
Un terzo prestito è stato quello del gennaio 2009 al Vitesse. Questa parentesi ha convinto la dirigenza dello stesso Vitesse a firmare il giocatore a fine stagione a titolo definitivo, con un contratto triennale. A seguito del cambio di allenatore da Theo Bos ad Albert Ferrer avvenuto nell'autunno del 2010, Nilsson ha perso il posto in squadra che fino a lì aveva avuto.
Nel febbraio 2011 ha firmato un contratto di cinque anni con l'Elfsborg, iniziando di fatto la terza parentesi personale con il club della città di Borås. Il ritorno all'Elfsborg è coinciso con il quinto posto nella classifica cannonieri dell'Allsvenskan 2011. È stato il miglior marcatore dell'Elfsborg anche nel 2013, con 9 reti. La sua lunga terza parentesi in giallonero si è interrotta alla fine dell'annata 2017, al raggiungimento della scadenza contrattuale.
Per il 2018 ha cambiato squadra ma ha continuato comunque a calcare il campo della Borås Arena visto il passaggio al Norrby, altra squadra della città di Borås, militante nel campionato di Superettan. Al termine della stagione, che per la squadra si è conclusa con una salvezza, Nilsson si è ritirato dal calcio giocato, passando al ruolo di direttore sportivo dello stesso Norrby, incarico mantenuto per circa tre stagioni e mezzo.

### Nazionale
Con la maglia della Nazionale maggiore ha giocato due partite: la prima risale all'amichevole del gennaio 2004 persa 3-0 contro la Norvegia, la seconda è stata un'amichevole del novembre 2006 contro la Costa d'Avorio, persa 1-0 con un gol di Didier Drogba.

## Palmares

### Competizioni Nazionali
- Campionato svedese: 1

Elfsborg: 2012
- Coppa di Svezia: 1

Elfsborg: 2013-2014